# Дєтково (станція)
Дєтково (рос. Детково) — вузлова залізнична станція Великого кільця Московської залізниці на дільниці Стовбова — Михнево. Розташована у міському окрузі Чехов Московської області. Входить до складу Московсько-Горьківського центру організації роботи залізничних станцій ДЦС-8 Московської дирекції управління рухом. За основним характером роботи є проміжною, за обсягом роботи віднесена до 3-го класу.

## Історія
Станція відкрита 1943 року. Її назва походить від однойменного села, що розташоване на північний захід. Також при станції знаходиться селище станції Дєтково.
Раніше була станцією 4-го класу.
До 1960-х років станція мала назву— Дятьково. Була перейменована на сучасну назву між 1 червня 1961 та 1 листопада 1967 року.

## Пасажирське сполучення
Станція є основною кінцевою для електропоїздів цієї дільниці Великого кільця як з боку Бекасово I, так і з боку Михнево, хоча вузловою станцією перетину з радіальним Курським напрямком є сусідня Стовбова, що є також кінцевою для декількох поїздів. При цьому Велике кільце електропоїздами Курського напрямку (депо Перерва) не обслуговується.
- З боку Бекасово I Дєтково — найвіддаленіша станція прямування електропоїздів депо ТЧ-20 Апрелєвка Київського напрямку (до середини 1990-х років декілька пар електропоїздів прямували далі на схід — до Михнево та Яганово).
  - Потяги до Кубинки II (1-2 в рейса на день) і Поварово II (1 рейс на день, найвіддаленіша станція). З Бекасово I (1 рейс на день), Кубинки II (1-3 рейса на день).
  - 2 потяги на день до Апрелєвки — «прямі» на радіальний Київський напрямок. З Апрелєвки — 1-2 поїзда на день.
  - У попередні роки також були «прямі» поїзда на Калугу I, але з 2012 року їх маршрут руху скорочений і до Дєтково не курсують.
- З боку Михнево працюють електропоїзди депо Домодєдово Павелецького напрямку. Вони в тому числі прямують далі на захід (найвіддаленіша станція — Сандарово).
  - На захід 1-2 пари поїздів від/до Стовбової, 1 пара до/від Сандарово.
  - На схід 2-4 поїзда до Михнево і 2-3 назад, 2 поїзда до Яганово і 1-2 назад, 1 поїзд з Куровської (найвіддаленіша станція).